# Bury Your Dead
Bury Your Dead (zu deutsch: „Begrabt eure Toten“) ist eine US-amerikanische Hardcore/Metalcore-Band aus Worcester (Massachusetts).

## Bandgeschichte

### Gründung und Debütalbum
Bury Your Dead wurde 2001 als Nebenprojekt der Band Hamartia von Brendan „Slim“ MacDonald (Gitarre) und Mark Castillo (Schlagzeug) gegründet. Weil ihnen der Sound von Hamartia allmählich lästig wurde, begannen sie in ihrer Freizeit weniger technisches Material zu schreiben. Nachdem sie Rich Casey als Bassisten und Joe Krewko als Sänger zur Band holten, spielten sie zusammen unter dem Namen Bury Your Dead einige Auftritte in Massachusetts und Connecticut. Bald wurden sie in den Hardcore-Szenen an der Ostküste immer bekannter, was dazu führte, dass die Band von Eulogy Records unter Vertrag genommen wurde.
Bury Your Dead veröffentlichten ihr Debütalbum You Had Me At Hello im März 2002. Nach einigen erfolgreichen Touren entschieden sich die damaligen Bandmitglieder von Bury Your Dead, getrennte Wege zu gehen; Schlagzeuger Mark Castillo zog zurück nach Philadelphia und begann mit Between the Buried and Me auf Tour zu gehen, Rich Casey (Bass) kehrte ins Filmdruck-Geschäft zurück und Slim (Gitarre) fing bei Blood Has Been Shed an.

### Reformation und zweites Album
Nachdem einige Monate vergangen waren, kontaktierte Rich Casey Brendan MacDonald und teilte ihm sein Interesse an einer Reformation von Bury Your Dead mit. So holten sie alte und neue Bandmitglieder zusammen und spielten später bei dem „Gainesville Fest“ in Florida, wo sie schließlich Mark Castillo, der mit Between The Buried And Me dort war, von der Idee einer ernsten Band überzeugen konnten. Es folgten Auftritte beim Hellfest.
Im Juli 2003 unterschrieben sie einen Plattenvertrag bei Victory Records und veröffentlichten dort ihr zweites Studioalbum Cover Your Tracks. Die eigentlichen Aufnahmen dafür begannen im Juli 2004. Alle Songs des Albums sind nach Filmen, in denen Tom Cruise mitwirkt, benannt.

### Drittes AlbumBeauty and the Breakdown
2006 ersetzte Aaron „Bubble“ Patrick Bassist Rich Casey. Noch im selben Jahr erschien Beauty And The Breakdown. Die Songs auf diesem Album sind erneut nach Filmen mit Tom Cruise benannt, die Handlungen in den Songs entsprechen jedoch denen aus einer Auswahl von Kindermärchen.
Im Januar 2007 verließ Sänger Mat Bruso die Band, um sich auf „wichtigere Dinge wie zurück zur Schule zu gehen und Lehrer zu werden“ zu fokussieren.

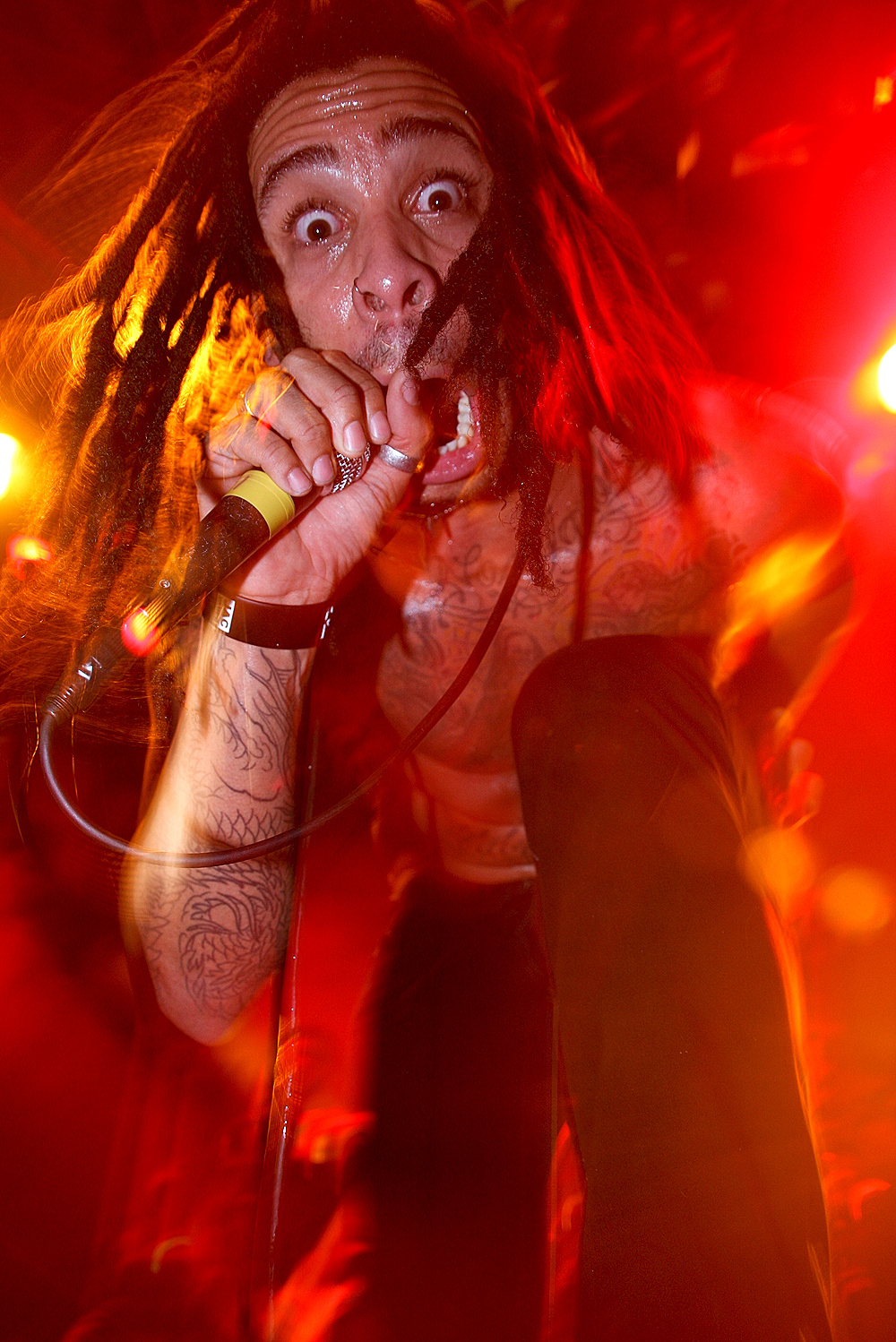
Der ehemalige Sänger Myke Terry

Im März 2007 übernahm Michael Crafter (Gründer von I Killed the Prom Queen) für die „Don’t Call It A Comeback Tour“ den Gesangspart, kehrte jedoch wenig später wegen Heimweh nach Australien zurück. Schließlich stieß Myke Terry 2008 als neuer Sänger zur Band.

### Viertes AlbumBury Your Dead
Auf der „More Balls, More Volume, More Strength Tour“ 2008 spielten Bury Your Dead u. a. neben Machine Head.
Am 16. Februar 2008 wurde Gitarrist Eric Ellis während eines Konzertes von einem Zuschauer angegriffen und musste mit 19 Stichen am Kopf genäht werden.
Am 18. März 2008 erschien das selbstbetitelte Album Bury Your Dead mit erstmals Myke Terry als Sänger.
Nachdem Eric Ellis die Band wegen „persönlicher Probleme“ verlassen hatte, wurde Chris Towing als neuer Gitarrist vorgestellt.

### Autounfall
Am 24. September 2008 wurden Bury Your Dead in einen Autounfall in Ottawa (Kanada) verwickelt. Bassist Aaron Patrick, der den Wagen fuhr, brach sich den Arm, Gitarrist Brendan „Slim“ MacDonald erlitt Verletzungen am Knie und Sänger Myke Terry brach sich die Hand.

### Fünftes AlbumIt’s Nothing Personal
Das fünfte Studioalbum It’s Nothing Personal wurde am 26. Mai 2009 veröffentlicht und verfügt über zwölf Titel.

### Sechstes AlbumMosh’N’Roll
Mosh’N’Roll erschien am 2. August 2011 unter neuem Label „Mediaskare Records“ mit dem wiedergekehrten Vocalist Mat Bruso, der 2007 die Band verließ. Mit ihm besinnt sich die Band zurück auf ihre Stärken im Hardcore-Genre, die sich unter Mike Terry stark dem Metalcore zuwandte. Dieser verließ die Band nach drei Jahren, um eine Solokarriere zu starten. Das Album knüpft somit wieder an vergangene Tage und Alben wie Beauty And The Breakdown und Cover Your Tracks an.

### Trivia
Der ehemalige Gitarrist Eric Ellis wurde am 30. März 2012 in Florida verhaftet. Dem jetzigen Gangmitglied wurden diverse Einbrüche, Erpressung und illegaler Drogenhandel vorgeworfen. Deswegen wurde er aufgrund des Verstoßes gegen den Racketeer Influenced and Corrupt Organizations Act (Bundesgesetz gegen  Organisierte Kriminalität) zu 20 Jahren Haft verurteilt.

## Diskografie
- 2002: Bury Your Dead (EP)
- 2003: You Had Me at Hello (Eulogy Recordings)
- 2004: Cover Your Tracks (Victory Records)
- 2005: Alive (DVD)
- 2006: Beauty and the Breakdown (Victory Records)
- 2008: Bury Your Dead (Victory Records)
- 2009: It’s Nothing Personal
- 2011: Mosh’N’Roll (Mediaskare Records)
- 2019: We Are Bury Your Dead (Stay Stick Recordings)

## Videos
- 2004: The Color of Money
- 2004: Magnolia
- 2006: House of Straw
- 2009: Hurting Not Helping
- 2010: Without You